# 普里奥焦尔内村委员会
普里奥焦尔内村委员会（俄语：Приозерный сельсовет）是俄罗斯联邦阿穆尔州伊万诺夫卡区所属的一个村委员会。其下辖有2个居民点，行政中心为索尔涅奇诺耶。据2016年统计，该村委员会的人口为514人。